# باب بلدن
باب بِلدِن (انگلیسی: Bob Belden) آهنگساز، تنظیم کننده و تهیه‌کنندهٔ موسیقی اهل ایالات متحدهٔ آمریکا در سبک جاز است. وی متولد اوانستون، ایلینوی است و در دانشگاه شمال تگزاس تحصیل کرده است. او چهار بار نامزد و سه بار برندهٔ جایزه گرمی شده.

باب در آخرین روز سی‌امین دورهٔ جشنواره موسیقی فجر، به عنوان رهبر گروه موسیقی «انیمیشن»، به اجرای کنسرت پرداخت.
باب بلدن در ۲۰ ماه مه ۲۰۱۵ در شهر نیویورک از ایست قلبی درگذشت.